# ホールジー・ストリート駅 (BMTカナーシー線)
ホールジー・ストリート駅（Halsey Street）は、ブルックリン区とクイーンズ区の境にあたるホールジー・ストリート - ワイコフ・アベニュー交差点にあるニューヨーク市地下鉄BMTカナーシー線の駅である。終日L系統が停車する。

## 歴史
ホールジー・ストリート駅は1928年7月14日にカナーシー線が当時高架区間の西端だったブロードウェイ・ジャンクション駅からモントローズ・アベニュー駅まで延伸されたのに合わせて開業した。

## 駅構造
| G          | 地上階                       | 出入口                                                                     |
| P ホーム階 | 相対式ホーム、右側ドアが開く | 相対式ホーム、右側ドアが開く                                               |
| P ホーム階 | 北行線                       | ← 8番街駅行き（マートル-ワイコフ・アベニュース駅）                         |
| P ホーム階 | 南行線                       | → カナーシー-ロッカウェイ・パークウェイ駅行き（ウィルソン・アベニュー駅）→ |
| P ホーム階 | 相対式ホーム、右側ドアが開く |                                                                            |

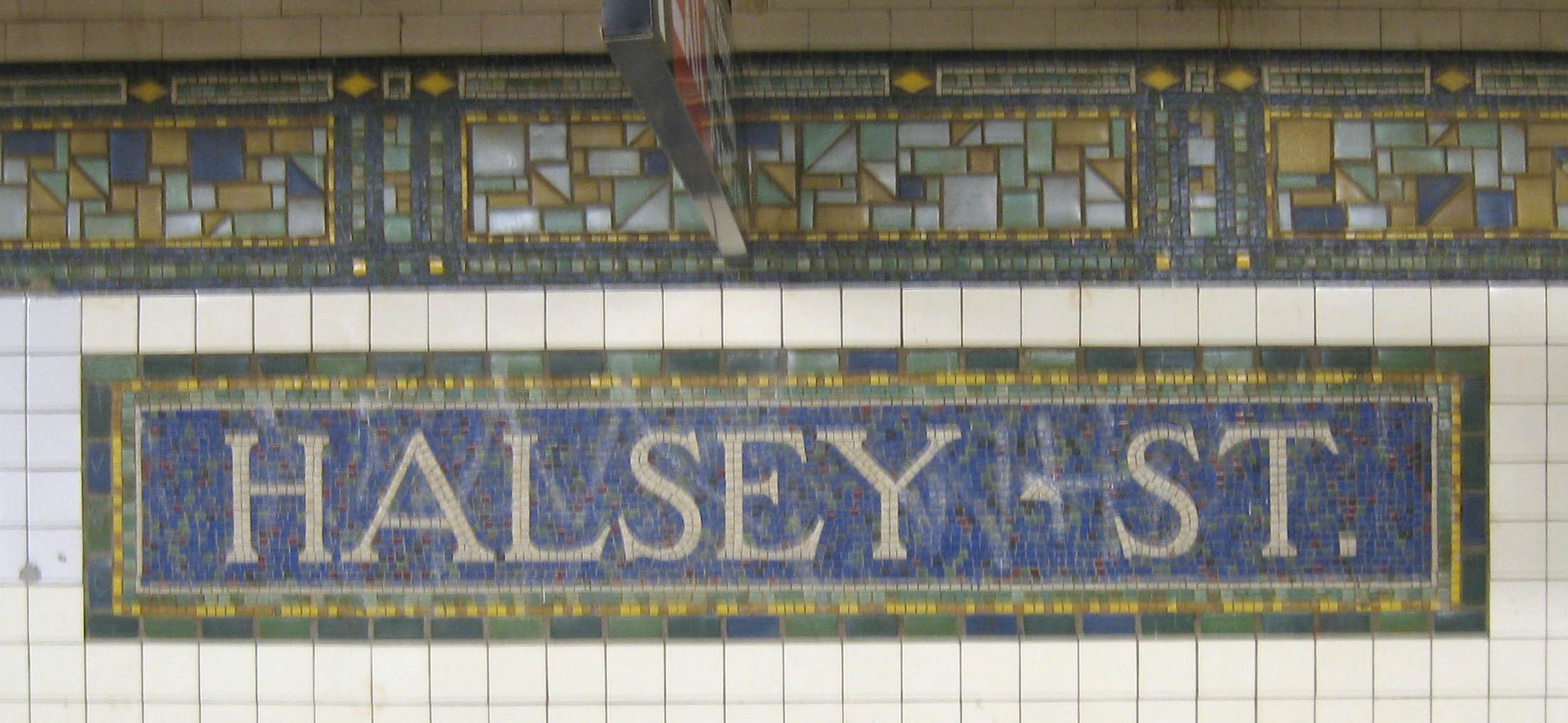
南行ホーム壁面のモザイク

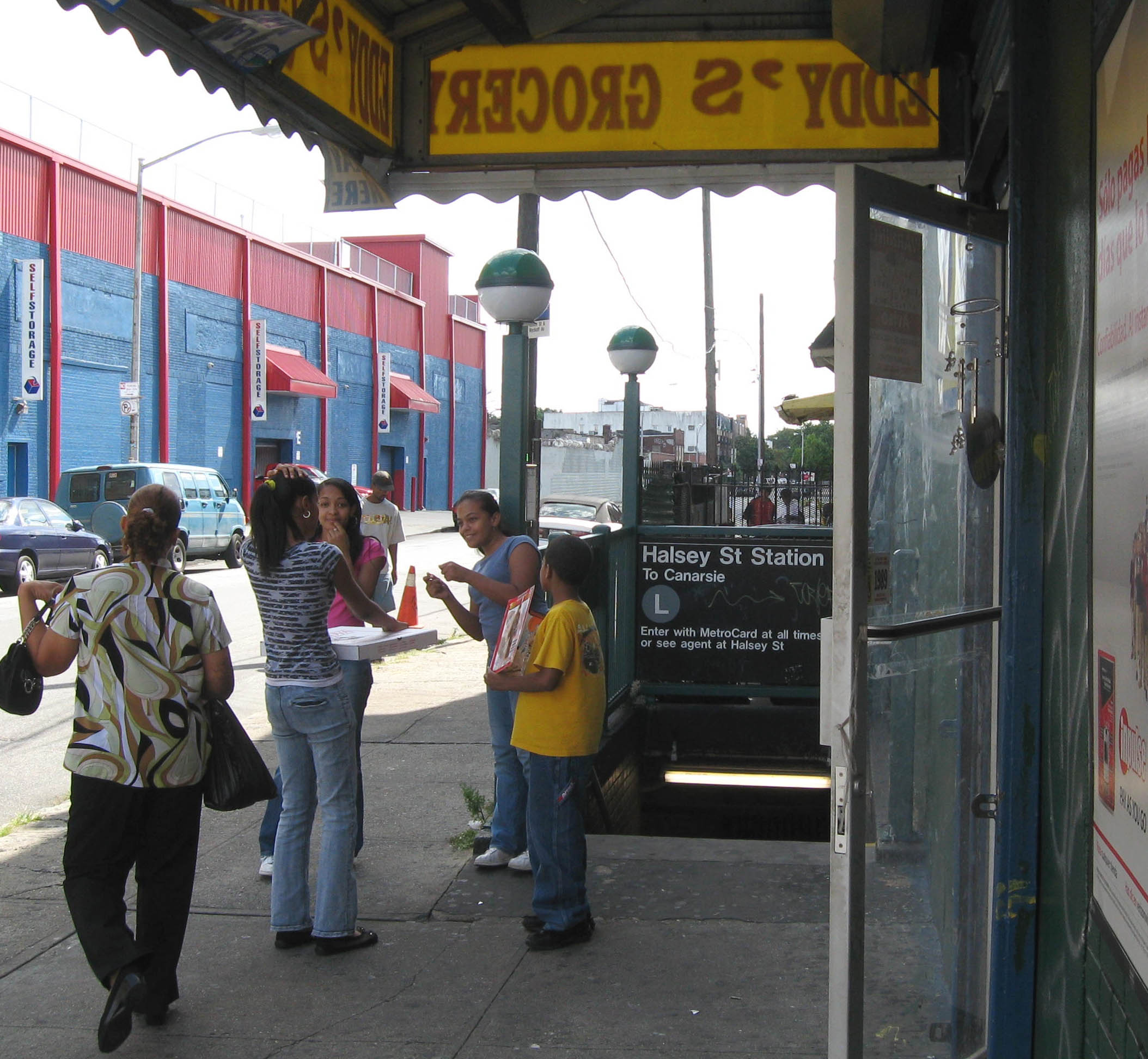
入口

相対式ホーム2面2線の駅である。一般的にブルックリン区の駅として扱われるが、北行ホーム全体と南行ホーム東端はクイーンズ区内に入っている。南北ホームはずれて配置され、北行ホームは南行ホームよりも若干東に寄っている。駅には開業当時のモザイクが残っている。

### 出口
改札はすべてホーム階に位置し、南北ホームで分離され改札内にホーム間連絡通路はない。西端に終日営業の改札があり、北行ホームからはワイコフ・アベニュー-ジョージ・ストリート交差点北西に、南行ホームからはホールジー・ストリート-ワイコフ・アベニュー交差点の南西に出る。
また、東端には無人改札があり、北行ホームからはノーマン・ストリート-ワイコフ・アベニュー交差点北西に、南行ホームからはコヴァート・ストリート-ワイコフ・アベニュー交差点南西に出る。

## 注
1. ↑  Halsey の発音は/ˈhɔːlzi/[2] であるが、この綴りの姓を持つ著名なアメリカ海軍元帥 William Halsey Jr. が日本語では慣例上ウィリアム・ハルゼー・ジュニアと呼ばれることから、ハルゼー・ストリートと書かれる場合もある